# Tunnvingesäckspinnare
Tunnvingesäckspinnare (Solenobia charlottae) är en fjärilsart som beskrevs av Meier 1957. I den svenska databasen Dyntaxa används istället namnet Dahlica charlottae. Enligt Catalogue of Life ingår tunnvingesäckspinnare i släktet Solenobia och familjen säckspinnare, men enligt Dyntaxa är tillhörigheten istället släktet Dahlica och familjen säckspinnare. Arten är reproducerande i Sverige. Inga underarter finns listade i Catalogue of Life.